# Kerodiadelia capicola
Kerodiadelia capicola là một loài bọ cánh cứng trong họ Cerambycidae.